# Exit (festiwal)

Logo festiwalu

EXIT – jeden z większych festiwali muzycznych w Europie. Odbywa się każdego lipca od 2000 roku i trwa cztery dni. Miejscem festiwalu jest Twierdza Petrowaradinska (serb. Petrovaradinska Tvrdjava), zlokalizowana w Petrovaradinie (przedmieścia Nowego Sadu).
Exit został stworzony w 2000 roku przez grupę studentów z Uniwersytetu w Nowym Sadzie. Festiwal miał być wyrazem buntu przeciwko ówczesnej władzy Slobodana Miloševicia.